# Emil Jensen (fotbollsspelare)
Emil Jensen, född 19 juni 1979 i Halmstad, är en svensk fotbollsspelare.
Emil Jensen är son till John Jensen som spelade allsvensk fotboll för Halmstads BK. Emil Jensen började spela fotboll i BK Astrio men gick tidigt till Halmstads BK. Han debuterade i Allsvenskan säsongen 2001. Han spelade i Halmstad framförallt som ytterback, men även som yttermittfältare och vid enstaka tillfällen mittback. Hans största framgång i föreningen var det stora silvret från 2004.
Hösten 2006 fick Jensen ett korsband avslitet vilket innebar att han missade hela säsongen 2007. Han gjorde comeback i maj 2008 i Svenska cupen. Senare drabbades han dock av en bristning i foten och det dröjde till försäsongen 2009 innan nästa match. I Allsvenskan kom han emellertid inte att göra några fler matcher för HBK och han gick efter säsongen 2009 till Falkenbergs FF i Superettan. Han spelade i FFF fram till 2013.